# Attacco a Camp Holloway
L'attacco a Camp Holloway fu un episodio della guerra del Vietnam svoltosi nella notte del 6 febbraio 1965. L'attacco delle forze dl Viet Cong alla base statunitense di Camp Holloway vicino Pleiku nel Vietnam del Sud causò la morte di 9 soldati americani e il ferimento di altri 128 più la perdita di 20 aerei; per rappresaglia gli Stati Uniti d'America sferrarono pochi giorni l'operazione Flaming Dart contro il Vietnam del Nord.